# De Bello Africo
De Bello Africo ("Om det afrikanska kriget") är en bok som skall ha författats av Caesar för att beskriva dennes fälttåg mot pompejanerna i den romerska provinsen Africa 46 f.Kr. Verket är skrivet i tredje person. Caesars författarskap är mycket ifrågasatt, antagligen skrevs boken, eller färdigställdes, av någon av hans officerare.